# Rhinotus ducalis
Rhinotus ducalis är en mångfotingart som beskrevs av Carl. Rhinotus ducalis ingår i släktet Rhinotus och familjen Siphonotidae. Inga underarter finns listade i Catalogue of Life.